# آرمن هوهانیسیان
آرمن هوهانیسیان (ارمنی: Արմեն Հովհաննիսյան؛ زادهٔ ۷ مارس ۲۰۰۰ در ایروان) بازیکن فوتبال در پست مهاجم اهل ارمنستان است.

## باشگاهی
از باشگاه‌هایی که در آن بازی کرده‌است می‌توان به باشگاه فوتبال پیونیک اشاره کرد.

## تیم ملی
وی همچنین در تیم‌های ملی فوتبال زیر ۱۷ سال ارمنستان، زیر ۱۹ سال ارمنستان، و زیر ۲۱ سال ارمنستان بازی کرده‌است.